# Контрольна точка (відеоігри)
Контрольна точка (англ. checkpoint) — у відеоіграх ігрова механіка або технологія, яка зберігає стан гри у визначених розробниками місцях, що дозволяє надалі, в разі смерті персонажа, почати гру зі збереженого стану. Таке збереження відбувається в місцях, яких гравець досяг самостійно, і дозволяє в разі завершення гри перегравати не всю гру, а продовжити з місця, де відбулося збереження. Контрольні точки проєктуються заздалегідь і можуть бути також використані як місце, де гравець може відпочити, придбати спорядження, змінити маршрут тощо.

## У проєктуванні ігор
Деякі ігри виконують збереження в контрольних точках автоматично, не питаючи гравця. Такий підхід у низці випадків кращий за традиційне збереження, оскільки, якщо гравець долає складний і захопливий епізод гри, що надає новий цікавий напрямок дослідження, то він може забути зберегтися, і після загибелі доведеться знову проходити певний етап. Повторне проходження у свою чергу знижує грабельність, тому що гравці не люблять повторювати те саме. Ще однією причиною використання автоматичних контрольних точок є те, що процес збереження, ініційований самим гравцем, зменшує занурення в гру, оскільки ці дії нагадують користувачеві, що він перебуває у відеогрі. Якщо це відбувається автоматично, то ігровий досвід стає прозорішим.
Гра може нагадувати користувачеві, що збереження в контрольній точці відбулося. Наприклад, у грі Moon Patrol необхідно подолати на місяцеході велику відстань, і в міру руху гравцеві повідомляється, що він досяг контрольної точки. Далі, у разі втрати життя, гра продовжується вже з останньої контрольної точки, і гравець це швидко розуміє.
Часто місце збереження синхронізоване з ігровим рівнем, і таким чином гра поділяється на кілька епізодів у кількох аспектах — подання проходження гри, технології збереження, можливості гравцеві відпочити між рівнями тощо.
У деяких іграх, наприклад гонках Out Run, є механіка таймера, коли на початку гри дається деякий запас часу, і гравець повинен протягом нього пройти трасу. Після закінчення траси фіксується час, що залишився, і переноситься на наступну трасу, для проходження якої надається додатковий час. Якщо гравець не встигає пройти трасу, гра закінчується. Якщо проходження успішне, відбувається збереження в контрольній точці, інформація якого включає не тільки факт проходження рівня, але й стан після його завершення. Це стимулює гравців проходити окремі траси якнайшвидше, виконуючи це кілька разів, для того, щоб можна було надалі з більшою ймовірністю пройти всю гру. Контрольна точка не обов'язково об'єднується з рівнем, може, наприклад, розглядатися деяка підціль. Наприклад, у перегоновій грі San Francisco Rush траса поділяється на кілька відрізків із контрольною точкою в кінці кожного з них, і при його проходженні гравцю додатково повідомляється про те, наскільки добре він проходить трасу. Для рольових ігор той самий підхід може виражатись у виконанні другорядних квестів. В іграх із нелінійним проходженням контрольні точки можуть розташовуватися в локаціях ігрового світу, і потрапляння до них спричинює автоматичне збереження.
Автоматичне збереження в контрольних точках може бути альтернативною механікою до життя. Замість того, щоб надавати гравцеві кілька життів, при втраті яких гра закінчується, розробники можуть розділити проходження гри на послідовність етапів з контрольними точками, і гравець, у разі невдачі, намагається проходити її знову і знову, не повертаючись до початку гри. При проєктуванні контрольних точок може виникнути ситуація, коли гравець після збереження не може пройти гру далі (наприклад, через відсутність необхідного спорядження). В цьому випадку він потрапляє в цикл-пастку, з якого не може вибратися, оскільки постійно гине і не може пройти етапу й досягти іншої контрольної точки.
Контрольні точки можуть бути як видимими, так і невидимими для гравця. Видимі надають гравцеві ціль, дають почуття безпеки, при активації можуть програватися анімації і гравець відчуває результат досягнення. Разом з тим, такі контрольні точки можуть бути награними, а іноді вимагають пояснення в ігровому світі. З іншого боку, невидимі контрольні точки не переривають занурення в гру, а гравець може навіть не знати, що збереження відбулося, і таким чином, місце відновлення після загибелі може виявитися сюрпризом, а за успішної гри немає впевненості в тому, наскільки далеко відбулося останнє збереження.
Під час проєктування ігор із контрольними точками рекомендується:
- зберігати в контрольних точках напрямок руху героя, оскільки під час відродження гравець може бути дезорієнтованим;
- уникати розміщення контрольних точок поряд з небезпеками або місцями, де ігрового персонажа можуть виявити вороги; інакше після відродження він отримає пошкодження чи загине;
- реалізовувати так, щоб відродження відбувалося на землі; також, це місце має бути плоским і не викликати колізій із навколишніми предметами;
- робити під час відродження короткі анімації;
- забезпечувати безпомилкове збереження даних, коли б не відбулося автоматичне збереження;
- по можливості зробити так, щоб у гравця не виникло бажання використовувати традиційне збереження, що тягне за собою додаткові дії в меню гри.